# Центральный автовокзал (Ставрополь)
Центральный автовокзал — один из четырёх автовокзалов города Ставрополь. Расположен в центре города, в Ленинском районе по адресу: улица Маршала Жукова, 27. Управляющая компания: ОАО «Автовокзал».
С середины 1950-х годов междугородний автовокзал находился на улице Орджоникидзе, напротив гостиницы «Ставрополь» (ныне «Интурист»). В то время столица края была связана автобусным сообщением с Пятигорском, Кисловодском, Черкесском, Невинномысском, районными центрами к северу от города. Выполнялись также рейсы в Ростов-на-Дону, Краснодар, Элисту. Расширялся автобусный парк.⁣⁣
Скоро автовокзал на ул. Орджоникидзе перестал справляться со значительно возросшим потоком пассажиров. За две недели до нового 1961 года в ставропольской прессе появилась информация о начале строительства нового трёхэтажного здания автовокзала на углу улиц Мира и Коминтерна, с большой площадкой для стоянки автобусов, такси и сквером. Проект был разработан Ростовским-на-Дону отделением института Гипроавтотранса. Строительство велось силами Управления механизированных дорожных работ. ⁣⁣⠀
10 февраля 1966 года на перекрёстке улиц Мира и Коминтерна (ныне — улица Маршала Жукова) начал работу новый автовокзал.⁣⁣
С вводом в эксплуатацию нового вокзала и обновлением автобусного парка, значительно расширилась география пассажирских перевозок. Стали выполняться рейсы во все столицы республик Северного Кавказа, Краснодар, Ростов, Астрахань, Волгоград, на Черноморское побережье, курорты Кавказских Минеральных Вод и Карачаево-Черкесии. А самый дальний рейс выполнялся в Баку, около 1000 километров!.⁣⠀
Для разгрузки Центрального автовокзала в 2003 году на юго-западном выезде из города была построена автостанция № 1. Другая автостанция № 2 расположена на северо-западной окраине города. Автостанции являются структурными подразделениями ОАО «Автовокзал» г. Ставрополь.